# Катанеле (Олт)
Катанеле (рум. Catanele) — село у повіті Олт в Румунії. Входить до складу комуни Скіту.
Село розташоване на відстані 122 км на захід від Бухареста, 16 км на схід від Слатіни, 59 км на схід від Крайови.

## Населення
За даними перепису населення 2002 року у селі проживала 991 особа, усі — румуни. Усі жителі села рідною мовою назвали румунську.